# (37046) 2000 UP35
2000 UP35 (asteroide 37046) é um asteroide da cintura principal. Possui uma excentricidade de 0.07883870 e uma inclinação de 3.66010º.
Este asteroide foi descoberto no dia 24 de outubro de 2000 por LINEAR em Socorro.